# Epping (condado de Rockingham)
Epping es un lugar designado por el censo ubicado en el condado de Rockingham en el estado estadounidense de Nuevo Hampshire. En el Censo de 2010 tenía una población de 1.681 habitantes y una densidad poblacional de 244,37 personas por km².

## Geografía
Epping se encuentra ubicado en las coordenadas 43°2′5″N 71°5′27″O / 43.03472, -71.09083. Según la Oficina del Censo de los Estados Unidos, Epping tiene una superficie total de 6.88 km², de la cual 6.88 km² corresponden a tierra firme y (0%) 0 km² es agua.

## Demografía
Según el censo de 2010, había 1.681 personas residiendo en Epping. La densidad de población era de 244,37 hab./km². De los 1.681 habitantes, Epping estaba compuesto por el 96.67% blancos, el 0.18% eran afroamericanos, el 0.12% eran amerindios, el 0.95% eran asiáticos, el 0% eran isleños del Pacífico, el 0.3% eran de otras razas y el 1.78% pertenecían a dos o más razas. Del total de la población el 1.25% eran hispanos o latinos de cualquier raza.